# Laura Innes
Laura Innes, född 16 augusti 1957 i Pontiac, Michigan, är en amerikansk skådespelare och regissör.
Innes är främst känd för sin roll som läkaren Kerry Weaver i den amerikanska tv-serien Cityakuten från säsong två och framåt. För detta har hon mottagit två Primetime Emmy Awards. Hon har även regisserat flera av avsnitten i Cityakuten.
Hon är gift med skådespelaren David Brisbin, med vilken hon har två barn. 2010 hade serien The Event premiär i vilken Innes spelade en viktig roll.

## Filmografi (urval)
som skådespelare
- 1978 – Mardrömsjakten
- 1993 – Bakersfield P.D. (TV-serie) (1 avsnitt)
- 1993 – Fritagningen
- 1994 – Ensamma hemma (TV-serie) (1 avsnitt)
- 1995 – Mitt så kallade liv (TV-serie) (1 avsnitt)
- 1995 – Okänt förflutet
- 1995–2007 – Cityakuten (TV-serie) (249 avsnitt)
- 1997 – Rugrats (röstroll, 1 avsnitt)
- 1998 – Deep Impact
- 2010–2011 – The Event (TV-serie) (21 avsnitt)
- 2018–2020 – How to Get Away with Murder (TV-serie) (8 avsnitt)